# 布利亚克
布利亚克（法語：Bouliac，法語發音：[buljak]）是法国吉伦特省的一个市镇，属于波尔多区。

## 地理
布利亚克（44°48'54"N, 0°30'7"W）面积7.48 平方千米，位于法国新阿基坦大区吉倫特省，该省份为法国西南部沿海省份，是法國本土面积最大的省，北起滨海夏朗德省，西临大西洋，南至朗德省，东南接洛特-加龍省，东临多爾多涅省。
与布利亚克接壤的市镇（或旧市镇、城区）包括：弗卢瓦拉克、拉特雷讷、贝格勒、卡里尼昂德波尔多、特雷斯。

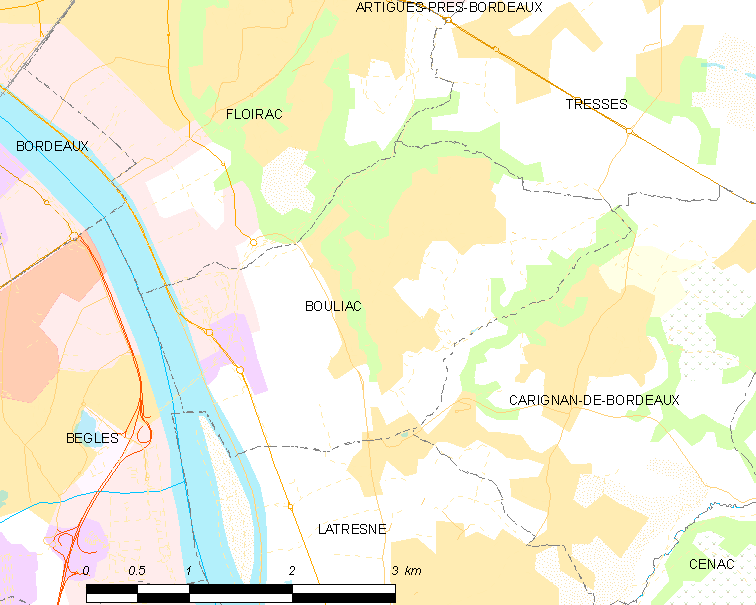
布利亚克的OSM定位图

布利亚克的时区为UTC+01:00、UTC+02:00（夏令时）。

## 行政
布利亚克的邮政编码为33270，INSEE市镇编码为33065。

## 政治
布利亚克所属的省级选区为瑟农县。

## 人口

1962-2008年间布利亚克人口变化图示

布利亚克于2022年1月1日时的人口数量为3806人。